# Léon Gendebien
Pour les articles homonymes, voir Gendebien.
Le baron Léon Auguste Marie Georges Ghislain, baron Gendebien-t'Serstevens (Schaerbeek, 6 décembre 1857 - Marbaix-la-Tour, 28 janvier 1942), est un homme politique belge, membre du Parti catholique.

## Biographie
Il fut docteur en droit, industriel, conseiller communal (1904-11) de Thuin, puis de Marbaix-la-Tour (1912), dont il devient bourgmestre. Il fut député de l'arrondissement de Thuin (1905-35), à l'origine en suppléance d'Eugène Derbaix.
Anobli au titre de baron en 1929.
Léon fut le fils de Victor Gendebien (1820-1896) et Adèle Lefebvre (1823-1887). Il épousa en 1882 Louise t'Serstevens (1862-1932), fille de Jean t'Serstevens. Ils eurent trois enfants : Paul (1884-1957), Alice (1887-1966) et Georges (1889-1940).

## Œuvres
- Du regime matrimonial de la communaute reduite aux acquets, Thuin, 1896.

## Sources
- notice Bio sur ODIS

- Ressource relative à plusieurs domaines :   - ODIS